# Nino Veglia
Nino Veglia (Napoli, 14 febbraio 1922 – Napoli, 17 gennaio 1982) è stato un attore e impresario teatrale italiano.

## Biografia
Nel dopoguerra entrò nella compagnia di Eduardo De Filippo, per una lunga serie di commedie che furono trasmesse anche dai microfoni della Rai.
Con la moglie Luisa Conte diede inizio al recupero del Teatro Sannazzaro, che riaprì nel 1971 con la commedia Annella di Portacapuana, rappresentata dalla compagnia Stabile Napoletana.

## Prosa radiofonica
- Miseria e nobiltà di Eduardo Scarpetta, regia di Eduardo De Filippo, trasmessa il 7 agosto 1956.

## Filmografia

### Cinema
- Processo alla città, regia di Luigi Zampa (1953)
- Questi fantasmi, regia di Eduardo De Filippo (1954)

### Televisione
- Racconti napoletani di Giuseppe Marotta, regia di Giuseppe Di Martino (1962)